# 費多里夫卡 (波利西基區)
51°13′15″N 29°41′45″E / 51.22083°N 29.69583°E
費多里夫卡（烏克蘭語：Федорівка）是位於烏克蘭北部的村莊，由基辅州维什霍罗德区的克拉斯亞蒂奇市鎮負責管轄。該村始建於1851年，面積4平方公里，海拔高度120米，2001年人口152，人口密度每平方公里38人。